# Ronde van Romandië 2022 (vrouwen)
De eerste editie van de Ronde van Romandië voor vrouwen vond plaats van 7 tot 9 oktober. De nieuwe wedstrijd maakte deel uit van de UCI Women's World Tour 2022, waarvan het de afsluitende wedstrijd was. Leidster in de World Tour, Annemiek van Vleuten, had voor aanvang van deze wedstrijd al zo'n grote voorsprong dat zij niet meer ingehaald kon worden en dus eindwinnares werd. De Zuid-Afrikaanse Ashleigh Moolman-Pasio won deze eerste editie, tevens haar eerste zege op World-Tourniveau.

## Deelnemers
Elf van de veertien UCI Women's World Tour-ploegen namen deel, aangevuld met vijf continentale teams en de Zwitserse nationale selectie.
| UCI World Tour teams                                                                                          | UCI World Tour teams                                                       | UCI Continental teams                                                               | Nationale selectie |
| --- | -------------------------------------------------------------------------- | ----------------------------------------------------------------------------------- | ------------------ |
| BikeExchange Jayco Canyon-SRAM DSM EF Education-TIBCO-SVB FDJ Nouvelle-Aquitaine Futuroscope Liv Racing Xstra | Movistar Roland Cogeas Edelweiss Squad SD Worx Trek-Segafredo UAE Team ADQ | Ceratizit-WNT Cofidis InstaFund Racing Parkhotel Valkenburg Valcar-Travel & Service | Zwitserland        |

## Etappe-overzicht
| Etappe | Datum     | Start    | Finish     | Type       | Afstand  | Winnaar                | Klassementsleider      |
| ------ | --------- | -------- | ---------- | ---------- | -------- | ---------------------- | ---------------------- |
| 1      | 7 oktober | Lausanne | Lausanne   | Heuvelrit  | 134,4 km | Arlenis Sierra         | Arlenis Sierra         |
| 2      | 8 oktober | Sion     | Thyon 2000 | Bergrit    | 104,5 km | Ashleigh Moolman-Pasio | Ashleigh Moolman-Pasio |
| 3      | 9 oktober | Fribourg | Genève     | Vlakke rit | 147,6 km | Marta Lach             | Ashleigh Moolman-Pasio |

## Klassementenverloop
| Etappe       | Winnaar                | Algemeen klassement ·  | Puntenklassement · | Bergklassement · | Jongerenklassement · | Ploegenklassement |
| ------------ | ---------------------- | ---------------------- | ------------------ | ---------------- | -------------------- | ----------------- |
| 1            | Arlenis Sierra         | Arlenis Sierra         | Arlenis Sierra     | Elise Uijen      | Liane Lippert        | DSM               |
| 2            | Ashleigh Moolman-Pasio | Ashleigh Moolman-Pasio | Arlenis Sierra     | Elise Uijen      | Liane Lippert        | SD Worx           |
| 3            | Marta Lach             | Ashleigh Moolman-Pasio | Soraya Paladin     | Elise Uijen      | Liane Lippert        | SD Worx           |
| 0Eindstanden | 0Eindstanden           | Ashleigh Moolman-Pasio | Soraya Paladin     | Elise Uijen      | Liane Lippert        | SD Worx           |

Mannen: 1947 · 1948 · 1949 · 1950 · 1951 · 1952 · 1953 · 1954 · 1955 · 1956 · 1957 · 1958 · 1959 · 1960 · 1961 · 1962 · 1963 · 1964 · 1965 · 1966 · 1967 · 1968 · 1969 · 1970 · 1971 · 1972 · 1973 · 1974 · 1975 · 1976 · 1977 · 1978 · 1979 · 1980 · 1981 · 1982 · 1983 · 1984 · 1985 · 1986 · 1987 · 1988 · 1989 · 1990 · 1991 · 1992 · 1993 · 1994 · 1995 · 1996 · 1997 · 1998 · 1999 · 2000 · 2001 · 2002 · 2003 · 2004 · 2005 · 2006 · 2007 · 2008 · 2009 · 2010 · 2011 · 2012 · 2013 · 2014 · 2015 · 2016 · 2017 · 2018 · 2019 · 2020 · 2021 · 2022 · 2023 · 2024 · 2025
Vrouwen: 2022 · 2023 · 2024 · 2025
Strade Bianche ·
Ronde van Drenthe ·
Trofeo Alfredo Binda-Comune di Cittiglio ·
Brugge-De Panne ·
Gent-Wevelgem ·
Ronde van Vlaanderen ·
Amstel Gold Race ·
Parijs-Roubaix ·
Waalse Pijl ·
Luik-Bastenaken-Luik ·
Itzulia Women ·
Ronde van Burgos ·
RideLondon Classic ·
The Women's Tour · 
Giro Donne · 
Tour de France Femmes ·
Postnord Vårgårda WestSweden · 
Ronde van Scandinavië ·
GP de Plouay-Bretagne ·
Simac Ladies Tour ·
Ceratizit Challenge by La Vuelta · 
Ronde van Romandië
Afgelaste wedstrijden: Cadel Evans Great Ocean Road Race · 
Tour of Chongming Island · 
Ronde van Guangxi